# Маргарита Унгарска
Маргарита (на унгарски: Margit, 1175 – 1223) е унгарска принцеса, императрица на Византия (1185 – 1193, 1203 – 1204) и кралица на Солун (1205 – 1207).

## Произход
Дъщеря е на унгарския крал Бела III от първата му съпруга, Агнес Антиохийска. Сестра е на Имре (крал на Унгария), Андраш II (крал на Унгария) и Констанция Арпад, съпруга на Отокар I, крал на Бохемия.

## Византийска императрица
През 1185 година Маргарита е омъжена за византийския император Исак II Ангел и приема православното име Мария. Според хрониката на Никита Хониат разходите по разкошната сватба на унгарската принцеса и византийския император стават причина за събиране на извънредни данъци от населението в Северна България, което става повод за избухването на въстанието на Асеневци. Маргарет и Исак II Ангел имат двама сина – Йоан Ангел и Мануил Ангел.
През 1195 г. Исак II Ангел е детрониран от престола от своя брат Алексий III и е хвърлен в тъмница, където е и ослепен. За съдбата на Мария по това време не се знае нищо. Съпругът на Маргарита умира през 1204 г., малко след като пристигането на рицарите на Четвъртия кръстоносен поход прави възможно връщането му на престола. По време на превземането на града от кръстоносците на 13 април 1204 г. Маргарита е открита да се крие в двореца Букелеон заедно с бившата имперарица Анна Френска и още няколко знатни византийки.

## Брак с Бонифаций Монфератски
През май 1204 г. овдовялата Маргарита се омъжва за един от водачите на кръстоносците – Бонифаций Монфератски, който разчитал, че бракът му с бившата императрица ще увеличи шансовете му да бъде избран за император на новата Латинска империя, която кръстоносците създават върху останките на някогашна Византия. Избирането на Бонифаций обаче е провалено от венецианците, които уреждат избора на Балдуин Фландърски. Вместо императорска корона Бонифаций получава азиатските земи на империята, но ги заменя за Солун и провинциите от Континентална Гърция, на чиято територия създава Солунското кралство. Новите земи на Маргарита и Бонифаций се намират в съседство с владенията на брата на Маргарита – унгарския крал Андраш II, от когото двамата вероятно очакват и политическа подкрепа. От Бонифаций през 1207 г. Маргарет ражда един син Деметрий.
В Солун Маргарита управлява като регент на съпруга си по време на военните му походи за завземането на Тесалия. На 4 септември 1207 съпругът на Маргарита е убит от българите на цар Калоян. Според желанието на Бонифаций властта в Солун е завещана на малолетния Деметрий, за регент на когото е назначена Маргарита. Властта на Маргарита обаче се оказва крехка, срещу нея и сина ѝ се обявяват ломбардските барони, които планират да възкачат на престола по-големия син на Бонифаций – Вилхелм VI Монфератски. Предвождани от ломбардеца Умберто II ди Биандрате, бароните отстраняват Маргарита от властта и затварят вратите на Солун пред латинския император Хенрих, който пристига в града през декември 1208 г., за да вземе омаж от регентите на Деметрий. След като приема привидно условията на Биандрате, императорът е пуснат в града, където Маргарита лично му разкрива заговора на бароните срещу нея и сина ѝ. В резултат на 6 януари 1208 г. императорът коронова Деметрий за крал и получава васална клетва от бароните. По-късно действията му били одобрени и от римския престол. Самият Биандрате успява да избяга и с помощта на верните си гарнизони превзема Сяр и Кавала, откъдето продължава да оспорва властта на Маргарита и сина ѝ. Маргарита продължава да се ползва с подкрепата на императора, който успява да превземе няколко от крепостите на Биандрате и да отблъсне няколко атаки на епирците върху границите на кралството. През 1210 г. император Хенрих поставя брат си Юсташ начело на регентството на малолетния Деметрий.
Маргарита остава в Солун до 1216 г., когато умира император Хенрих. Новият латински император Петър дьо Куртене застава на страната на маркиза на Монферат Вилхелм II, когото кани в Солун на тръгване от Италия. При това положение Маргарите предпочита да се завърне в родната Унгария, въпреки че синът ѝ Деметрий остава в Солун, където запазва короната си поради преждевременната смърт на император Петър дьо Куртене, който е заловен от епирците и е екзекутиран по нареждане на деспот Теодор Комнин.

## Брак с Никола дьо Сен Омер
В Унгария Маргарита се омъжва за Никола дьо Сен Омер, лорд на Беотия. От Николай Марарита има поне две деца – Бела дьо Сен Омер и Гийом дьо Сен Омер.
В продължение на няколко години Маргарита упорито отказва да изостави православието и да приеме отново католицизма. Папа Инокентий III я поздравява с обширно послание, когато тя най-накрая преминава в католицизма през 1208 г.
Маргарита е била все още жива през 1223 г., откогато датира едно писмо на папа Хонорий III, с което собствеността на Маргарита била поставена под закрилата на светия престол, а към владенията ѝ е прибавена и крепостта Кеве (дн. Панчево):
| „ | Хонорий епископ, слуга на слугите божии. На възлюбената в Христа наша дъщеря Маргарита, някога сияйна Константинополска императрица, поздрав и апостолическа благословия... Прочее, възлюбена в Христа дъще, посрещайки с признателно одобрение твоите справедливи искания, приемаме под закрилата на свети Петър и под наша закрила твоята особа заедно с всичко, което при тия обстоятелства притежаваш или в бъдеще по справедлив начин с божия помощ ще можеш да придобиеш, и особено кастела Кеве заедно с цялото население, доходите, привилегиите и добивите...Затова никой и т.н. да не смее да наруши нашето покровителство и подкрепа. Предадено в Латеран на 30 март 1223. През седмата година от нашето първосвещенствуване. | “ |